# 未来广播与人工鸽
《未来广播与人工鸽》是Laplacian于2018年8月31日发售的戀愛冒險類型成人遊戲。

## 故事
为了建立覆盖地球的通信基础设施而释放的人造鸽子，有一天开始蚕食无线电波。快速生产的人工鸽很快就遍布天空，人类失去了通信网络，绝大数无线电都被屏蔽了，2046年7月10日，8架客机由于通信屏蔽导致的故障坠毁。在15年后，主人公月见里空通过父亲留下的固定型式无线电以及从石丸家里得到现有部件成功改造了收音机，为了将收音机传递给更多的人去了遗迹，在那里邂逅了各女主人公。之后又收到了来自未来的无线电广播，里面说到“天边”将会坠落，自己会在二星期后由此去世，于是，月见里空开始了对“天边”的调查，夺回“天空”的故事也就此展开。

## 角色

### 主要角色
月见里空
本作主人公，处男，是15年前客机坠毁的当事人也是死者家属，因此在15年间一直很讨厌人工白鸽。而在邂逅一位名为叶月辉夜的女孩后对白鸽的态度也在发生着改变。
叶月辉夜（声：神代岬）
喜欢白鸽，是叶月伊耶那的女儿，依靠在遗迹中钓到的鱼生活，没有穿胸罩。
越百秋奈（声：小倉結衣）
非常受男生欢迎，很多处男为了去看她而买咖啡，在学校咖啡店工作后销售额涨了7倍。15 年前坠机事故的死者家属之一，其父亲活了下来但也失去了记忆。
月见里水雪（声：春乃いろは）
月见里空的义妹，同月见里空斗嘴的时候经常说对方是处男，喜欢茶叶、饮茶和“茶根君（绿色的小鸡鸡）”，把茶根君挂在了腰上，口头禅是“茶叶”和“处男”，对茶小有研究。
蓟野椿姬（声：海野佳衣）
鸣山公空学园最年轻的教授，29岁，是个很聪明的天才，喜欢抽烟，胸很大，有腹肌，口头禅是“随你喜欢”，曾经辅佐叶月伊耶那。

### 其他角色
大石丸夫（声：永倉仁八）
和月见里空是朋友，也是处男，家里是开电器店的。他的爷爷是主角电器方面的师傅，灌输了主角分解电器就要像脱下恋人的衣服，做焊接的时候就像要爱抚一样的奇怪知识。
月见里塔子（声：御苑生芽衣）
月见里水雪的妈妈，也是收养月见里空的人，说话谈吐为人着想。
叶月伊耶那（声：神代岬）
叶月辉夜的母亲，有着非常聪明的头脑，是造出人工鸽也是导致人工鸽失控的人。

## 主题曲
片头曲
作詞：緒乃ワサビ，作編曲：上原一之龍，歌唱：Ceui
叶月辉夜片尾曲
作詞：緒乃ワサビ，作編曲：Xelfery，歌唱：柳麻美(MAMI)
越百秋奈片尾曲
作詞：緒乃ワサビ，作編曲：かしこ，歌唱：RYUNKA
蓟野椿姬片尾曲
作詞：緒乃ワサビ，作編曲：ラムシーニ，歌唱：相良心
月见里水雪片尾曲
作詞：緒乃ワサビ，作編曲：Muu Dogg，歌唱：逢瀬アキラ

## 發行
《未來無線電與人工鴿》原定在2018年6月29日推出，但後來因腳本問題而延期到8月31日。它其後如期在8月31日公開實體版和下載版，同時兼容Windows7/8/8.1/10。9月28日則公開了通常版。

## 评价
《未来无线电与人工鸽》在日本美少女遊戲暨動漫相關商品銷售網站Getchu屋的2018年8月最暢銷視覺小說遊戲排行榜上排於榜首。到了2018年全年銷售量排行榜時則排在第12位。在Getchu屋上，《未来无线电与人工鸽》亦被票選為2018年8月月度最佳的視覺小說遊戲。